# Cổ Lực Na Trát
Gülnezer Bextiyar (tiếng Uyghur: گۈلنەزەر بەختىيار, tiếng Trung: 古力娜扎尔·拜合提亚尔, sinh ngày 2 tháng 5 năm 1992) thường được gọi là Cổ Lực Na Trát hoặc Na Trát, là một nữ diễn viên và người mẫu người Trung Quốc, dân tộc Uyghur .

## Tiểu sử
Na Trát sinh ngày 2 tháng 5 năm 1992 tại thành phố Ürümqi, Tân Cương, Trung Quốc.Cha cô làm việc trong một đơn vị làm vườn, mẹ cô làm việc trong một đơn vị dầu mỏ và cô có một chị gái. Từ nhỏ cô đã được cha mẹ cho theo học tại học viện Nghệ thuật Tân Cương.
Năm 16 tuổi, Trát được các tay săn ảnh phát hiện trên đường. Từ đó cô bắt đầu làm người mẫu bán thời gian cho các thương hiệu áo cưới và báo. Sau đó, khi kỳ thi tuyển sinh đại học đến gần, Cổ Lực Na Trát tạm dừng công việc người mẫu để chuẩn bị gia nhập Đoàn Nghệ thuật Quân khu Tân Cương. Tuy nhiên, cô đã bỏ lỡ cơ hội do tái cơ cấu các nhóm văn học nghệ thuật địa phương. Năm 2007, Cổ Lực Na Trát tham gia Cúp hoa sen tuyết Tân Cương "Trung Quốc hài hòa · Sự kiện tuyển chọn hoa khôi quốc gia lần thứ hai của Trung Quốc", và cuối cùng cô giánh được danh hiệu hoa khôi Uyghur; sau đó, cô cũng đại diện cho Tân Cương trong buổi trình diễn trang phục dân tộc tại Lễ hội Bữa tiệc "Trung Quốc hài hòa" đếm ngược đến Thế vận hội Olympic Bắc Kinh 2008  .Năm 2009, Cổ Lực Na Trát tham gia Cuộc thi Người mẫu Chuyên nghiệp Trung Quốc và cuối cùng đã giành được danh hiệu Thí sinh ăn ảnh nhất trong cuộc thi . Năm 2011, Cổ Lực Na Trát tham gia kỳ thi nghệ thuật và được nhận vào Khoa Biểu diễn của Học viện Điện ảnh Bắc Kinh.

## Sự nghiệp
Năm 2010, Na Trát tham gia chương trình Điểm danh buối tối hạnh phúc (幸福晚点名) của đài truyền hình vệ tinh Giang Tô với tư cách nghiệp dư. Theo đề xuất của người dẫn chương trình Li Ai cô cũng tham gia tuyển vai "Ngu Cơ" trong bộ phim "Đại tiệc của Vua" của đạo diễn Lục Xuyên.
Năm 2011, Trát thi vào Học viện Điện ảnh Bắc Kinh. Ngay từ khi bước vào cổng trường, cô đã được các tay săn ảnh chú ý, từ đó trở nên nổi tiếng trong cộng đồng mạng, được khen ngợi là thí sinh đẹp nhất . Tháng 8 cùng năm, Trát được chọn tham gia bộ phim Hiên Viên Kiếm Thiên Chi Ngân cùng các ngôi sao như Hồ Ca, Lưu Thi Thi, Đường Yên. Đây cũng là bước đệm giúp cô ký hợp đồng với công ty điện ảnh Đường Nhân vào ngày 9 tháng 12 cùng năm.
Tháng 7 năm 2012, bộ phim Hiên Viên Kiếm công chiếu trên đài Hồ Nam. Vai diễn Tiểu Tuyết thanh lệ thoát tục trong phim gây được sự chú ý của số đông khán giả. Tuy nhiên do diễn xuất nhiều hạn chế, Trát cũng vấp phải nhiều phê bình trong bộ phim này.
Cùng năm, Trát đảm nhận vai nữ chính, Trần Mạn trong bộ phim kinh phí thấp "Chiếc hộp bảo hiểm bí mật" của học viện điện ảnh. Từ đó nhận được đề cử Người mới xuất sắc trong lễ trao giải Lạc thị Thịnh điển lần 3.
Năm 2013, tranh thủ các kỳ nghỉ lễ, Trát đã tham gia một số vai nhỏ trong các phim "Tân câu chuyện cảnh sát 2013" cùng Thành Long, "Anh hùng lưu manh" cùng Triệu Hựu Đình .
Năm 2014, Trát tốt nghiệp Học viện Điện ảnh Bắc Kinh. Từ đó có nhiều thời gian hơn để tham gia vào các dự án điện ảnh và truyền hình. Cô đã góp mặt trong phim điện ảnh "Toàn thành thông tập" cùng Lưu Diệp, Triệu Văn Trác. Tiếp đó là "Bậc thầy chia tay" cùng các diễn viên nổi tiếng như Dương Mịch, Đặng Siêu; Cùng năm, Trát góp mặt trong bộ phim "Yêu thì xem phim cùng anh", đóng cặp với nam diễn viên Hàn Quốc Kim Bum. Ngoài ra cô còn tham gia một vai khách mời trong bộ phim "Đội bóng 11 người" 
Cuối năm, bước ngoặt đầu tiên của Trát xuất hiện khi cô được chọn cho vai nữ chính trong bộ phim truyền hình "Sơn Hải Kinh - truyền thuyết Xích Ảnh". Đây có thể xem là vai chính đầu tiên trong sự nghiệp diễn xuất của cô. Cùng thời gian, Trát đảm nhận nhân vật Điêu Thuyền trong "Võ thần Triệu Tử Long".
Năm 2015, Na Trát tốt nghiệp trường Học viện Điện ảnh Bắc Kinh.
Cùng năm, Trát đảm nhận vai nữ chính trong phần truyện "Hằng Nương" của phim "Truyền Thuyết hồ ly." Đường Vũ Nhu của "Tiên kiếm Vân chi Phàm". Vai diễn này đã giúp cô được đề cử giải Nữ diễn viên cổ trang của Liên hoan phim Hoa Đỉnh. Tiếp đó là show truyền hình thực tế "Thần tượng đến rồi" của đài Hồ Nam . Cuối năm này, Trát tiếp tục tham gia "Ninh Mông sơ thượng" cùng Lưu Khải Uy, TÔn Nghệ Châu .
Tháng 4 năm 2016, Trát đảm nhận vai nữ chính phim điện ảnh "Quy tắc trò chơi" cùng Hà Nhuận Đông và Hoàng Tử Thao. Tiếp đó là nhân vật thánh nữ Từ Hữu Dung trong bộ phim huyền huyễn "Trạch thiên ký" cùng Lộc Hàm. Được biết chi phí đầu tư của phim lên đến 58 triệu USD (khoảng 1 nghìn 300 tỷ VND).
Tháng 2 năm 2017, Trát tham gia show truyền hình thực tế Hoa tỷ đệ mùa 3.
Tháng 4 năm 2017, Trát vào vai tay guitar bass Đinh Kiến Quốc trong phim điện ảnh Ban nhạc Máy Khâu. Đây là vai diễn đánh dấu sự thay đổi về mặt hình tượng của cô. Trước khi nhận lời tham gia phim, Trát thậm chí không biết gì về nhạc cụ, nhưng lại chơi bass thành thạo sau vài tháng khổ luyện. Cùng thời gian này, cô vào vai Thẩm Ức Ân trong bộ phim đề tài thời trang "Trả lại thế giới cho em"
Tháng 9 năm 2017, Trát tiếp tục góp mặt trong phim điện ảnh "Tam quốc vô song". Lần thứ hai đảm nhận nhân vật lịch sử Điêu Thuyền. Cùng thời điểm, bộ phim Ban nhạc Máy Khâu công chiếu. Sau 3 tuần bộ phim đã vượt qua doanh thu 400 triệu NDT.
Cuối năm, Trát đảm nhận vai nhân vật Viên Lai trong bộ phim truyền hình chiếu mạng 10 năm 3 tháng 30 ngày cùng Đậu Kiêu và nhận "cơn mưa lời khen" về tạo hình xuất sắc.
Đầu năm 2018, Trát sánh vai cùng Trần Vỹ Đình trong bộ phim đề tài an ninh Phong Bạo Vũ .
11 tháng 4 năm 2019, chương trình thực tế về tình yêu "Thích anh, em cũng vậy" lên sóng độc quyền trên iQiyi và Trát tham gia với vai trò là quan sát viên . Sau khi chương trình kết thúc đã nhận được nhiều bình luận tích cực và đạt 7.2 điểm trên Douban. Chương trình còn được đề cử trên lễ trao giải Kim Cốt Đoá 2019 .
19 tháng 7 năm 2019, Trát trở lại với bộ phim Trả lại thế giới cho em sau thời gian dài vắng mặt trên màn ảnh nhỏ . Sau khi được công chiếu trên đài truyền hình Giang Tô, phim đạt raiting khả quan. Mảng thời trang của phim được nhận xét tích cực. Được biết ekip phim đã chuẩn bị cho cô 260 trang phục đến từ các thương hiệu lớn. Ngoài ra nhà sản xuất còn mời cả cựu Tổng biên tập Harper's Bazaar - Tô Mang làm giám chế thời trang của phim.
Tháng 10 năm 2019, Trát cùng Lưu Dĩ Hào và Cốc Gia Thành hợp tác trong bộ phim cổ trang Dân Quốc huyền huyễn Thập Nhị Đàm với nhân vật Dạ Minh .
Tháng 5 năm 2020, Trát chính thức gia nhập đoàn phim Phong khởi Nghê Thường cùng Hứa Ngụy Châu với vai diễn Khố Địch Lưu Ly, được biết đây là dự án trọng điểm của Youku trong năm 2021 .
Tháng 7 năm 2020, theo báo cáo tài chính của công ty Từ Văn, bộ phim truyền hình Phong Bạo Vũ do Trát và Trần Vỹ Đình đóng chính đã thu về cho công ty này từ phía nhà đài và kênh chiếu mạng cho đợt phát sóng đầu tiên là 590 triệu NDT.
Tối 31 tháng 10 năm /2020, Trát tham gia đêm hội Song Thập Nhất 11/11 của tianmao do Hồ Nam Vệ Thị tổ chức và biểu diễn ca khúc May mắn bé nhỏ. Tại đêm hội này, Trát Livestream cho thương hiệu mà mình đại diện - Chando và chỉ sau 1 giờ đầu tiên, giá trị đơn hàng đã vượt mốc 100 triệu NDT.
Tháng 11 năm 2020, Trát tiếp tục vào vai Dư Giai Ân trong bộ phim Vẻ đẹp không gì sánh bằng cùng Trần Hiểu .
Ngày 8 tháng 6 năm 2021, Trát và công ty chủ quản Đường Nhân Ảnh Thị đã chính thức kết thúc hợp đồng sau 10 năm gắn bó.
11 tháng 6 năm 2021, Trát gia nhập Truyền thông Hoà Tụng, hai bên đã đưa ra thông báo hợp tác chính thức .

## Đời tư
Na Trát sống một mình trong căn hộ ở Bắc Kinh. Gia đình hiện còn mẹ và chị gái.
9 tháng 8 năm 2015, Na Trát và nam diễn viên Trương Hàn công khai đang hẹn hò lên weibo.
25 tháng 12 năm 2017, cả hai thông báo lên weibo đã chia tay sau hơn 2 năm bên nhau .

## Âm nhạc

### Single
| Ngày phát hành      | Tên                        | Ghi chú                                                     | Song ca với |
| 19 tháng 7 năm 2019 | Thời gian cuối             | Ca khúc về nhâ vật Thẩm Ức Ân trong Trả lại thế giới cho em |             |
| 19 tháng 9 năm 2019 | Người                      | OST Hát vì tổ quốc                                          |             |
| 13 tháng 5 năm 2020 | Nhìn theo anh, dõi theo em | OST Thích anh, em cũng vậy mùa 2                            | Lý Vấn Hàn  |
| 26 tháng 3 năm 2021 | Trí Mệnh                   | Nhạc phim mạng Thập Nhị Đàm                                 | Dư Giai Vận |
| 25 tháng 5 năm 2021 | Khoảnh khắc nhỏ            | Nhạc phim truyền hình Phong Bạo Vũ                          |             |

### MV
| Ngày phát hành       | Tên                  | Ca sĩ          | Vai trò  | Bạn diễn     | Ghi chú |
| 10 tháng 12 năm 2012 | Hồng trần khách trạm | Châu Kiệt Luân | Nữ chính | Khâu Khải Vĩ | [ 22 ]  |

## Phim

### Phim điện ảnh
| Năm  | Tên                                   | Tên tiếng trung     | Vai diễn                  | Doanh thu       | Ghi chú                                   |
| 2012 | Chiếc hộp bảo hiểm bí mật             | 隐私保险箱          | Trần Mạn                  |                 |                                           |
| 2013 | Câu chuyện cảnh sát 2013              | 警察故事2013        | Tiểu Vy                   | 94 triệu USD    | Vai phụ                                   |
| 2014 | Bậc thầy chia tay                     | 分手大师            | Tiểu Trang                | 662 triệu NDT   | Vai phụ                                   |
| 2014 | Anh hùng du côn 2: Bình mình          | 痞子英雄2：黎明再起 | Lý Tiểu Mục               |                 | Vai phụ                                   |
| 2014 | Đối đầu                               | 全城通缉            | Thiệu Vũ, Bạch Hiểu Nhược |                 | Nữ thứ                                    |
| 2015 | Yêu thì xem phim cùng anh             | 爱我就陪我看电影    | Giai Mộng 佳梦            |                 | Nữ thứ                                    |
| 2016 | Quy tắc trò chơi                      | 游戏规则            | Đường Thiên Thiên         |                 | Nữ chính                                  |
| 2017 | Ban nhạc Máy Khâu                     | 缝纫机乐队          | Đinh Kiến Quốc            | 456 triệu NDT   | Nữ chính                                  |
| 2019 | Người viết quốc ca                    | 国之歌者            | Viên Xuân Huy             |                 | Nữ chính, Tên gốc Hát vì tổ quốc          |
| 2021 | Dynasty Warriors: Chiến binh Tam Quốc | 真·三国无双         | Điêu Thuyền               |                 | Khách mời (Khởi chiếu 30/4/2021-1/5/2021) |
| 2022 | Đừng quên rằng em yêu an              | 不要忘记我爱你      | Tinh Nguyệt               | 56,02 triệu NDT | Nữ chính Khởi chiếu 14/2/2022             |
| 2022 | Anh hùng bình thường                  | 平凡英雄            | A Y Nỗ Nhĩ                |                 | Cameo                                     |
| 2023 | Ái Khuyển Kỳ Duyên                    | 爱犬奇缘            | Thiên Phi Phi             |                 | Nữ chính                                  |
| 2024 | Truyền Thuyết                         | 传说                | Công chúa Mộng Vân        | 79,91 triệu NDT | Nữ chính, tên khác: Thần thoại 2          |
| 2024 | Ra vào bình yên                       | 出入平安            | Mộc Xuân Đào              |                 |                                           |

### Phim truyền hình
| Khởi quay   | Năm phát sóng | Tên phim                              | Tên tiếng Trung  | Vai diễn              | Bạn diễn                                                                      | Kênh chiếu                    | Ghi chú                                                                                            |
| 2011        | 2012          | Hiên Viên Kiếm - Thiên Chi Ngân       | 轩辕剑:天之痕    | Tiểu Tuyết 于小雪     | Vai phụ đóng cùng Hồ Ca, Lưu Thi Thi, Đường Yên...                            | Hồ Nam TV                     | |
| 2014        | 2016          | Cuồng Phong 11 Người                  | 旋风十一人       | Vũ Phi 雨菲           | Vai Khách mời cùng Hồ Ca, Giang Sơ Ảnh,...                                    | Đông Phương TV                | |
| 2014 - 2015 | 2016          | Sơn Hải Kinh - Truyền thuyết Xích Ảnh | 山海经之赤影传说 | Tô Mạt                | Vai chính cùng Trương Hàn, Ngô Lỗi, Cao Vỹ Quang,...                          | Hồ Nam TV                     | |
| 2015        | 2016          | Võ Thần Triệu Tử Long                 | 武神赵子龙       | Điêu Thuyền 貂蝉      | Vai khách mời cùng Lâm Canh Tân, Yoona, Cao Dĩ Tường...                       | Hồ Nam TV                     | |
| 2015        | 2016          | Truyền thuyết hồ ly                   | 青丘狐传说       | Đào Hằng 陶恒         | Vai chính cùng Tưởng Kình Phu, Vương Khải, Trương Nhược Quân, Mike Angelo,... | Hồ Nam TV                     | Phần "Hằng Nương"                                                                                  |
| 2015        | 2016          | Tiên Kiếm Vân Chi Phàm                | 仙剑云之凡       | Đường Vũ Nhu 唐雨柔   | Vai chính cùng Hàn Đông Quân, Trịnh Nguyên Sướng, Kim Thần...                 | Hồ Nam TV                     | |
| 2015 - 2016 | 2016          | Ninh mông sơ thượng                   | 柠檬初上         | Ninh Tiểu Mông 宁小檬 | Vai Chính cùng Lưu Khải Uy, Tôn Nghệ Châu,..                                  | Giang Tô TV                   | |
| 2016        | 2017          | Trạch Thiên Ký                        | 择天记           | Từ Hữu Dung 徐有容    | Vai Chính cùng Lộc Hàm, Ngô Thiến, Tăng Thuấn Hy...                           | Hồ Nam TV                     | |
| 2017        | 2019          | Trả lại thế giới cho em               | 归还世界给你     | Thẩm Ức Ân            | Vai Chính cùng Dương Thước, Cao Thái Vũ, Từ Chính Khê,...                     | Giang Tô TV                   | |
| 2017 - 2018 | 2019          | 10 năm 3 tháng 30 ngày                | 十年三月三十日   | Viên Lai 袁莱         | Vai Chính cùng Đậu Kiêu, Từ Chính Khê, Tống Nghiên Phi,...                    | Tencent, iQiyi, Thâm Quyến TV | |
| 2018        | 2021          | Phong Bạo Vũ                          | 风暴舞           | Châu Tử Huyên         | Vai chính cùng Trần Vỹ Đình, Tống Nghiên Phi,...                              | iQiyi, Tencent, Youku         | Khởi chiếu 25/04/2021 trên iQiyi, Tencent, Youku Trung Quốc và FPT Play, VieOn, TV360 của Việt Nam |
| 2019 - 2020 | 2021          | Thập Nhị Đàm                          | 十二谭           | Dạ Minh               | Vai Chính cùng Lưu Dĩ Hào, Cốc Gia Thành,...                                  | Youku                         | Khởi chiếu 27/03/2021                                                                              |
| 2020        | 2021          | Phong khởi Nghê Thường                | 风起霓裳         | Khố Địch Lưu Ly       | Vai chính cùng Hứa Ngụy Châu, Thi Thi,...                                     | Hồ Nam TV, Youku (độc quyền)  | Khởi chiếu 27/01/2021 trên FPT Play của Việt Nam song song với Trung Quốc                          |
| 2020 - 2021 | 2023          | Vẻ đẹp không gì sánh bằng             | 无与伦比的美丽   | Dư Giai Ân            | Vai chính cùng Trần Hiểu                                                      | Giang Tô TV, Dragon TV        | |
| 2021        | 2022          | Phong khởi Tây Châu                   | 风起西州         | Khố Địch Lưu Ly       | Vai chính cùng Hứa Ngụy Châu                                                  | Youku                         | |
| 2021-2022   | 2023          | Tuyết Ưng Lĩnh Chủ                    | 雪鹰领主         | Dư Tĩnh Thu           | Vai chính cùng Hứa Khải                                                       | Tencent                       | |
| 2022        | 2023          | Lưu Luyến Hồng Trần                   | 恋恋红尘         | Tống Tinh Thần        | Vai chính cùng Từ Khai Sính                                                   | Tencent                       | |
| 2024        |               | Phó Sơn Hải                           | 赴山海           | Tiêu Tuyết Ngư        | Thành Nghị                                                                    |                               | |

## Chứng thực thương hiệu
| Năm  | Thương hiệu                           | Title (Danh phận)                                   | Ghi chú                                                               |
| 2011 | Máy giặt Haieryun Power               | Người phát ngôn                                     |                                                                       |
| 2012 | Game trực tuyến Hiên Viên Kiếm 7      | Quảng cáo game                                      |                                                                       |
| 2013 | Vitamin C tự nhiên                    | Quảng cáo                                           |                                                                       |
| 2013 | LES COUTURE HONGKONG                  | Người phát ngôn                                     |                                                                       |
| 2013 | Game trực tuyến Hiên Viên Kiếm 6      | Quảng cáo game                                      |                                                                       |
| 2014 | Cafe khoảng khắc đậm                  | Quảng cáo                                           |                                                                       |
| 2015 | Game Thương Khung Biến                | Quảng cáo game                                      |                                                                       |
| 2016 | Trang điểm ZA                         | Đại diện cùng Mai Davika                            |                                                                       |
| 2016 | Game Ngự Kiếm Tình Duyên              | Đại diện game cùng Hàn Đông Quân                    |                                                                       |
| 2017 | HanShu Kans                           | Đại sứ thương hiệu                                  |                                                                       |
| 2017 | Kính MOLSION                          | Đại diện thương hiệu                                |                                                                       |
| 2017 | Puma                                  | Đại diện thương hiệu khu vực Đại Trung Hoa          |                                                                       |
| 2018 | Meitu T9                              | Thành viên Selfie cấp cao                           |                                                                       |
| 2018 | Trang sức HuaTai                      | Đại diện thương hiệu                                |                                                                       |
| 2018 | Luisa Via Roma                        | Bạn thân thương hiệu                                |                                                                       |
| 2018 | Shu Uemura                            | Đại sứ thương hiệu                                  |                                                                       |
| 2018 | Puma                                  | Đại diện thương hiệu khu vực Đại Trung Hoa          |                                                                       |
| 2018 | Harman-AKG                            | Đại sứ thương hiệu khu vực Đại Trung Hoa            |                                                                       |
| 2018 | Harman-JBL                            | Đại sứ thương hiệu                                  |                                                                       |
| 2018 | Harman-Infinity                       | Đại sứ thương hiệu                                  |                                                                       |
| 2018 | Tập đoàn Harman Kardon                | Đại sứ thương hiệu Trung Quốc đại lục               |                                                                       |
| 2018 | Qeelin                                | Đại sứ thương hiệu Trung Quốc                       |                                                                       |
| 2018 | Fendi                                 | Đại sứ thương hiệu Trung Quốc                       |                                                                       |
| 2019 | Kính mát PrSr                         | Đại diện thương hiệu                                |                                                                       |
| 2019 | Xiaomi                                | Đại sứ thương hiệu dòng XiaomiCC9                   |                                                                       |
| 2019 | Hãng xe Chery Automobile              | Đại diện thương hiệu dòng xe Chery Arrizo           |                                                                       |
| 2019 | HStyle-Phong cách thời trang Hàn Quốc | Đại diện thương hiệu                                |                                                                       |
| 2019 | ME&CITY                               | Đại diện thương hiệu                                |                                                                       |
| 2019 | Sergio Rossi                          | Đại diện thương hiệu khu vực Đại Trung Hoa          | Đại diện đầu tiên tại Trung Quốc                                      |
| 2019 | Charles & Keith                       | Đại diện thương hiệu                                | Đại diện đầu tiên tại Trung Quốc                                      |
| 2019 | Tiffany & Co.                         | Đại sứ thời trang thương hiệu                       |                                                                       |
| 2019 | Puma                                  | Đại diện thương hiệu khu vực Đại Trung Hoa          |                                                                       |
| 2019 | Alexander McQueen                     | Đại diện thương hiệu khu vực Đại Trung Hoa          |                                                                       |
| 2019 | Su:m37                                | Đại diện thương hiệu toàn cầu                       | Đại diện nữ đầu tiên tại Trung Quốc Đồng chứng thực cùng Lee Jong-suk |
| 2019 | Philips                               | Đại diện thương hiệu - Thiết bị làm tóc             |                                                                       |
| 2020 | Puma                                  | Đại diện thương hiệu khu vực Đại Trung Hoa          |                                                                       |
| 2020 | ME&CITY                               | Đại diện thương hiệu                                |                                                                       |
| 2020 | Kính mát PrSr                         | Đại diện thương hiệu                                |                                                                       |
| 2020 | Make Up For Ever                      | Đại diện thương hiệu khu vực Châu Á-Thái Bình Dương |                                                                       |
| 2020 | Massage SKG                           | Đại diện thương hiệu toàn cầu - Dòng SKG NaXGu      |                                                                       |
| 2020 | Massage SKG                           | Đại diện thương hiệu                                | Được thăng cấp                                                        |
| 2020 | Game Nguyên thủy truyền kỳ            | Đại ngôn                                            |                                                                       |
| 2020 | Silk'n                                | Đại diện thương hiệu toàn cầu                       |                                                                       |
| 2020 | CHANDO                                | Đại diện thương hiệu toàn cầu                       |                                                                       |
| 2021 | Game Nguyên thủy truyền kỳ            | Đại ngôn                                            |                                                                       |
| 2021 | Kính mát PrSr                         | Đại diện thương hiệu                                |                                                                       |
| 2021 | Massage SKG                           | Đại diện thương hiệu                                |                                                                       |
| 2021 | Puma                                  | Đại diện thương hiệu khu vực Đại Trung Hoa          | Đã hủy hợp đồng do sự việc bông Tân Cương                             |
| 2021 | CHANDO                                | Đại diện thương hiệu toàn cầu                       |                                                                       |
| 2021 | Triumph                               | Đại diện thương hiệu khu vực Châu Á-Thái Bình Dương |                                                                       |
| 2021 | Anessa (Nhật Bản)                     | Đại diện thương hiệu                                |                                                                       |
| 2022 | Budweiser                             | Hồng vận quan                                       | CF cùng Trần Dịch Tấn                                                 |
| 2022 | Game Nhất Niệm Tiêu Dao               | Đại ngôn                                            |                                                                       |

Lưu ý: Những đại ngôn được lặp lại qua các năm là đại ngôn còn hạn hợp đồng.

## Tạp chí, tuần san

### 12 Tạp Chí Hàng Đầu
| Phân loại   | Nữ San (Ngũ đại Nhị tiểu)                | Mở khoá    | Nam San (2+3)                           | Mở khoá    |
| ----------- | ---------------------------------------- | ---------- | --------------------------------------- | ---------- |
| Tuyến 1     | VOGUE • VOGUE Trang Phục Và Làm Đẹp      | Red X      | GQ • Trí Tộc GQ                         | Red X      |
| Tuyến 1     | ELLE • ELLE Thế Giới Thời Trang Chí Uyển | Red X      | Esquire • Thời Thượng Tiên Sinh Esquire | Red X      |
| Tuyến 1     | Harper's BAZAAR • Thời Thượng BAZAAR     | Green tick |                                         |            |
| Tuyến 1     | COSMOPOLITAN • Thời Thượng COSMOPOLITAN  | Green tick |                                         |            |
| Tuyến 1     | Marie Claire • Gia Nhân Marie Claire     | Red X      |                                         |            |
| Cận tuyến 1 | L'OFFICIEL • Thời Trang LOFFICIEL        | Green tick | Harper's BAZAAR MEN • BAZAAR Nam Sĩ     | Green tick |
| Cận tuyến 1 |                                          |            | L'Officiel Hommes • Thời Trang Nam Sĩ   | Green tick |
| Cận tuyến 1 | Madame Figaro • Madame Figaro Thế Giới   | Green tick | ELLEMEN • Duệ Sĩ ELLEMEN                | Red X      |

### Các Tạp Chí Tuyến 2
| Tạp Chí Nữ     | Mở khoá    | Tạp Chí Nam  | Mở khoá |
| -------------- | ---------- | ------------ | ------- |
| Bazaar Jewelry | Green tick |              |         |
| COSMO Bride    | Green tick | Men's Uno    | Red X   |
| TRENDS HEALTH  | Green tick | LEON         | Red X   |
| GRAZIA         | Green tick | Men's Health | Red X   |
| OK!            | Green tick |              |         |

### Các Tạp Chí Chính Thống
| Tạp Chí    | Mở khoá    | Tuần San      | Mở khoá    | Đặc San và Phụ Bản | Mở khoá    |
| ---------- | ---------- | ------------- | ---------- | ------------------ | ---------- |
| Nhân Vật   | Red X      | InStyle       | Green tick | Đặc San VOGUE Me   | Green tick |
| T Magazine | Green tick | MODERN WEEKLY | Green tick | VOGUE Film         | Red X      |
| Numéro     | Red X      | So Figaro     | Green tick | Super ELLE         | Green tick |
|            |            |               |            | GQ Style           | Red X      |
|            |            |               |            | YOUNG              | Red X      |
|            |            |               |            | Fine               | Red X      |

### Thống kê bìa tạp chí
| Năm  | Kỳ                     | Tên tạp chí           | Trang bìa                                                    | Thương hiệu tài trợ                                                                         |
| 2016 |                        | L'Officiel Hommes     | Trang trong                                                  |                                                                                             |
| 2016 | Harper's BAZAAR        |                       | Trang trong                                                  |                                                                                             |
| 2016 | SELF                   |                       | Trang trong                                                  |                                                                                             |
| 2016 | Our Street Style       |                       | Trang trong                                                  |                                                                                             |
| 2016 | COSMOPOLITAN           |                       | Trang trong                                                  |                                                                                             |
| 2016 | Esquire                |                       | Trang trong                                                  |                                                                                             |
| 2016 | VOGUE Me               |                       | Trang trong                                                  |                                                                                             |
| 2016 | Nguyệt san tháng 5     | MODERN LADY           | Bìa đơn                                                      |                                                                                             |
| 2016 | Album tháng 6          | Cosmo x Bolon         | Trang bìa                                                    |                                                                                             |
| 2016 | Nguyệt san tháng 11    | Y Châu Femina         | Bìa đơn                                                      |                                                                                             |
| 2016 | Nguyệt san tháng 11    | Marie Claire Beauty   | Trang bìa                                                    |                                                                                             |
| 2016 | Nguyệt san tháng 12    | COSMO Bride           | Bìa kỷ niệm 9 năm                                            |                                                                                             |
| 2017 | Nguyệt san tháng 2     | Tân Vi                | Bìa đơn                                                      |                                                                                             |
| 2017 | Nguyệt san tháng 2     | GRAZIA                | Bìa kỷ niệm 8 năm Lên bìa cùng Châu Đông Vũ, Hề Mộng Dao,... |                                                                                             |
| 2017 | Nguyệt san tháng 2     | ELLE                  | Trang trong                                                  |                                                                                             |
| 2017 | Nguyệt san tháng 3     | So Figaro             | Bìa đơn                                                      |                                                                                             |
| 2017 | Đặc san tháng 4        | VOGUE Me              | Trang trong                                                  |                                                                                             |
| 2017 | Nguyệt san tháng 4     | GRAZIA                | Bìa đơn                                                      |                                                                                             |
| 2017 | Nguyệt san tháng 5     | CéCi                  | Bìa đơn                                                      |                                                                                             |
| 2017 | Nguyệt san tháng 5     | MODERN WEEKLY         | Bìa đơn                                                      |                                                                                             |
| 2017 | Nguyệt san tháng 6     | InStyle               | Bìa đơn                                                      |                                                                                             |
| 2017 | Nguyệt san tháng 12    | Bazaar Jewelry        | Bìa đơn                                                      |                                                                                             |
| 2017 | Nguyệt san tháng 12    | Thụy Lệ               | Bìa đơn                                                      |                                                                                             |
| 2017 | Nguyệt san tháng 12    | L'OFFICIEL Accessory  | Trang bìa                                                    |                                                                                             |
| 2017 | Nguyệt san tháng 12    | YOHO!GIRL             | Bìa đơn                                                      |                                                                                             |
| 2018 | Nguyệt san tháng 3     | InStyle               | Bìa đơn                                                      | Trang phục: Puma                                                                            |
| 2018 | Nguyệt san tháng 3     | GRAZIA                | Bìa đơn                                                      | Trang phục: Fendi                                                                           |
| 2018 | Nguyệt san tháng 3     | Harper's Bazaar       | Bìa đơn Mở khoá bìa đầu tiên Ngũ Đại Nữ Bìa khai quý         | Trang phục: Fendi                                                                           |
| 2018 | Đặc san tháng 4        | VOGUE Me Đài Loan     | Bìa đơn                                                      | Trang phục: BST Prada Spring/Summer 2018                                                    |
| 2018 | Nguyệt san tháng 7     | OK!                   | Song bìa                                                     |                                                                                             |
| 2018 | Nguyệt san tháng 7     | Madame Figaro         | Bìa đơn                                                      |                                                                                             |
| 2018 | Nguyệt san tháng 7     | L'OFFICIEL            | Song bìa                                                     | Trang phục: Tory Burch 2019 Trang sức: Qeelin                                               |
| 2018 | Nguyệt san tháng 8     | So Figaro             | Bìa đơn                                                      |                                                                                             |
| 2018 | Nguyệt san tháng 9     | MilkX Hồng Kông       | 4 trang bìa Bìa kỷ niệm 12 năm                               | Trang phục: BST Gucci Fall Winter 2018                                                      |
| 2018 | Nguyệt san tháng 12    | COSMO Beauty Bible    | Bìa đơn (số tháng 13)                                        |                                                                                             |
| 2019 | Nguyệt san tháng 2     | L'Officiel Hommes     | Song bìa Mở khoá bìa đầu tiên Ngũ Đại Nam                    |                                                                                             |
| 2019 | Nguyệt san tháng 3     | Marie Claire Đài Loan | Bìa đơn Bìa kỷ niệm 26 năm Bìa Khai Quý                      |                                                                                             |
| 2019 | Nguyệt san tháng 4     | So Figaro             | Bìa đơn                                                      |                                                                                             |
| 2019 | Nguyệt san tháng 5     | COSMOPOLITAN          | Bìa đơn cùng Trần Vỹ Đình Mở khoá bìa thứ hai Ngũ Đại Nữ     | Trang phục: Chanel                                                                          |
| 2019 | Nguyệt san tháng 6     | Y Châu Bella          | Song bìa                                                     | Trang phục: Alexander McQueen                                                               |
| 2019 | Nguyệt san tháng 8     | L'OFFICIEL            | Song bìa                                                     |                                                                                             |
| 2019 | Nguyệt san tháng 9     | OK!                   | Bìa đơn                                                      | Trang phục: Chanel, Alexander McQueen, NOMANNOMAN, Ochirly                                  |
| 2019 | Nguyệt san tháng 9     | Thụy Lệ               | Bìa đơn Bìa kỷ niệm 24 năm                                   | Trang phục: Gucci, Alexander McQueen, Marc Jacobs, Pinko                                    |
| 2019 | Nguyệt san tháng 9     | TRENDSHEALTH          | Bìa đơn Bìa Kim Cửu                                          | Trang phục: Alexander McQueen, Marc Jacobs, YSL, Lanvin Trang sức: LE FAME, Midnight Opera  |
| 2019 | Nguyệt san tháng 9     | InStyle               | Bìa đơn                                                      | Trang phục: Alexander McQueen, Marc Jacobs, LE FAME                                         |
| 2019 | Nguyệt san tháng 10    | GRAZIA                | Bìa đơn                                                      | Trang phục: Givenchy, Tory Burch                                                            |
| 2019 | Nguyệt san tháng 10    | VOGUE                 | Trang trong                                                  | Trang phục: Alexander McQueen, Balenciaga, Céline                                           |
| 2019 | Nguyệt san tháng 11    | Madame Figaro         | Song bìa                                                     | Trang phục: Alexander McQueen                                                               |
| 2019 | Nguyệt san tháng 11    | COSMOPOLITAN KOREA    | Bìa đơn Mở khoá bìa đầu tiên của lục đại tạp chí Hàn Quốc    | Trang phục: Dior, Balmain Mỹ phẩm: Su:m37 đẩy bìa                                           |
| 2019 | Nguyệt san tháng 11&12 | DAZED                 | Bìa đơn Bìa Kết Niên                                         | Trang phục: Alexander McQueen                                                               |
| 2019 | Nguyệt san tháng 12    | NYLON                 | Bìa đơn Bìa Kết Niên                                         |                                                                                             |
| 2020 | Nguyệt san tháng 1     | Super ELLE            | Bìa đơn Mở khoá Bìa Khai Niên                                | Trang phục: BST Alexander McQueen Fall 2019                                                 |
| 2020 | Tháng 5                | BOBOSNAP              | Trang bìa và BoBoSnap Film                                   | Trang phục: Alexander McQueen 2020                                                          |
| 2020 | Tháng 5                | Men's Wear            | Bìa kỷ niệm 16 năm                                           |                                                                                             |
| 2020 | Nguyệt san tháng 7     | L'OFFICIEL            | Bìa đơn                                                      | Trang phục: Tory Burch                                                                      |
| 2020 | Đặc san tháng 9        | ELLE                  | Bìa kỷ niệm 75 năm                                           | Trang phục: Gucci                                                                           |
| 2020 | Đặc san tháng 10       | VOGUE Me              | Bìa đơn Mở khoá Bìa Ngân Thập                                | Trang phục: Tory Burch, SANKUANZ                                                            |
| 2020 | Nguyệt san tháng 11    | MODERN WEEKLY         | Bìa đơn                                                      | Phong cách trang bìa: Louis Vuitton Trang phục: Prada, AREA, Thom Browne Trang sức: Messika |
| 2020 | Nguyệt san tháng 11    | NYLON                 | Bìa đơn                                                      | Trang phục: Bottega Veneta                                                                  |
| 2020 | Nguyệt san tháng 12    | T Magazine            | Bìa đơn Mở khoá Bìa Kết Niên                                 | Trang phục: Prada, Tory Burch, Miu Miu                                                      |
| 2021 | Nguyệt san tháng 5     | L'OFFICIEL            | Song bìa                                                     | Trang phục: Marni, MOYNAT PARIS, Jimmy-Choo (brand)                                         |
| 2021 | Nguyệt san tháng 7     | Madame Figaro         | Bìa đơn                                                      | Trang phục: BOTTEGA VENETA Pre-Fall 2021                                                    |
| 2021 | Nguyệt san tháng 8     | Harper's BAZAAR MEN   | Bìa đơn Mở khoá bìa thứ hai Ngũ Đại Nam                      | Trang phục: FENDI 2021FW RTW, Simone Rocha 2021FW RTW, Stella McCartney 2021 pre-Fall       |
| 2021 | Số tháng 10            | ELLE SINGAPORE        | Mở khoá bìa tạp chí đầu tiên của Singapore                   | Trang phục: Gucci, Hermes                                                                   |
| 2021 | Nguyệt san tháng 11    | L'Officiel Hommes     | Song bìa                                                     | Trang phục: Versace, Fendi 2022resort                                                       |
| 2021 | Nguyệt san tháng 11    | Wonderland            | Bìa đơn                                                      | Phong cách trang bìa: Salvatore Ferragamo                                                   |
| 2022 | Nguyệt san tháng 1     | GRAZIA                | Bìa đơn                                                      | Trang phục: Loewe                                                                           |
| 2022 | ISSUE 07 Tháng 1&2     | GLASS                 | Song bìa                                                     | Trang phục: Bottega Veneta, Valentino                                                       |
| 2022 | ISSUE 01               | PUSHPUSH              | Bìa ấn bản đầu tiên                                          |                                                                                             |

## Sự kiện/Hoạt động

### Hoạt động thương hiệu ở sự kiện quốc tế
| Năm  | Sự kiện                    | Vai trò                                    | Thương hiệu đại diện | Hoạt động                                                                | Ghi chú |
| 2017 | New York Fashion Week 2017 | Khách mời                                  | Michael Kors         | Dự show diễn của nhà thiết kế Michael Kors                               | Tham gia khuôn khổ Tuần lễ thời trang New York còn có nữ diễn viên Lý Băng Băng                                       |
| 2018 | Liên hoan phim Cannes      | Đại sứ thương hiệu Trung Quốc              | Qeelin               | Khách mời thảm đỏ buổi công chiếu phim SINK OR SWIM thuộc khuôn khổ LHP  | Lần đầu tiên tham dự LHP                                                                                              |
| 2018 | New York Fashion Week 2018 | Khách mời                                  | Tory Burch           | Dự show diễn của nhà thiết kế Tory Burch                                 | Tại đây cô được tiếp xúc và ngồi chung với các nghệ sĩ tên tuổi Hollywood: Julianne Moore, Katie Holmes, Danai Gurira |
| 2018 | Milan Fashion Week 2018    | Đại sứ thương hiệu Trung Quốc              | Fendi                | Khách mời của show diễn thời trang Fendi                                 | Tham gia khuôn khổ Tuần lễ thời trang Milan còn có Kim Hee-sun , Địch Lệ Nhiệt Ba , Đường Yên ...                     |
| 2019 | Liên hoan phim Cannes      | Đại diện thương hiệu khu vực Đại Trung Hoa | Alexander McQueen    | Khách mời thảm đỏ buổi công chiếu phim A HIDDEN LIFE thuộc khuôn khổ LHP | Lọt Top sao mặc đẹp ở LHP                                                                                             |
| 2019 | Paris Fashion Week 2019    | Đại diện thương hiệu khu vực Đại Trung Hoa | Alexander McQueen    | Khách mời trong show diễn Alexander McQueen Xuân/Hè 2020                 | Tham gia khuôn khổ Tuần lễ thời trang Paris còn có Địch Lệ Nhiệt Ba ,Blackpink,Trịnh Sảng ...                         |
| 2019 | MAMA2019                   | Đại diện thương hiệu toàn cầu              | Su:m37               | Người trao giải cùng Lee Soo-hyuk                                        | MAMA2019 hạng mục Best Dance Perfomance Solo-Kim Chung-ha                                                             |

### Hoạt động thương hiệu truyền thông, sự kiện trong nước
Năm 2017
- 20/7 Dự chuỗi hoạt động pre-sale Thu/Đông 2017 của FENTY×PUMA cùng Lý Hiện.
- 23/10 Tham dự sự kiện kỷ niệm 15 năm của Hanshu Kans tại Trường Sa.
- 27/10 Dự sự kiện huấn luyện BOXING ATTACK cho Puma tại Thượng Hải.

Năm 2018
- 1/3 Chụp hình quảng bá Fendi Peekaboo.
- 2/4 Dự sự kiện Fendi Newsstand tại Bắc Kinh SKP cùng Hứa Ngụy Châu, chủ tịch Fendi Trung Quốc và Fashionista Anacoppla.
- 19/4 Tham dự sự kiện khai trương cửa hàng mới của thương hiệu trang sức Qeelin - Wangfu Central Boutique tại Vương Phủ Tỉnh khu kinh doanh thịnh vượng nhất nội địa thủ đô Bắc Kinh cùng giám đốc sáng tạo Dennis Chan và CEO Christophe Artaux.
- 26/4 Dự sự kiện của thương hiệu Fendi trang phục nam Hè 2018 cùng Hứa Ngụy Châu.
- 18/6 Họp báo đại sứ thương hiệu loa JBL.
- 18/12 Tham dự sự kiện khai trương cửa hàng mới của thương hiệu trang sức Qeelin ở Kuala Lumpur (Malaysia) và quảng bá Qeelin Neko Bo Bo bản giới hạn cùng Mr.Chan - CEO Nhà sáng lập thương hiệu.

Năm 2019
- 28/2 Quảng bá Puma Valentine.
- 17/5 Tham dự sự kiện khai trương cửa hàng trải nghiệm có thời hạn Playing Color Studio cho Charles & Keith tại Hàng Châu.
- 10/7 Phát hành túi Charles & Keith dòng Tanabata và mở hộp quà bản giới hạn.
- 26/7 Dự lễ hội Qixi quảng bá túi tròn bản giới hạn của thương hiệu Charles & Keith.
- 29/7 Quảng bá bộ sưu tập Thu/Đông cho Sergio Rossi.
- 15/9 Alexander McQueen công bố Na Trát là đại diện thương hiệu khu vực Đại Trung Hoa và ra mắt BST đầu Thu 2019 tại London.
- 15/10 Tham dự đại tiệc thể thao Just Dance trên du thuyền, đại diện quảng bá trang phục và dòng Puma Defy.
- 16/10 Phát hành trang phục Thu/Đông LOOK và giày Trailwolf cho Puma cùng Dương Dương.
- 20/10 Dự sự kiện khai trương cửa hàng mới của Alexander McQueen tại Trung tâm Thương mại Thế Giới Bắc Kinh.
- 28/10 Dự triển lãm trải nghiệm Nghệ thuật lên men của Su:m37.
- 14/11 Tiffany & Co. công bố Na Trát làm đại sứ thời trang cho thương hiệu và diễn giải 4 tác phẩm kim cương cùng series Diamonds by the yard bán trong thời gian giới hạn tại Wechat store.
- 19/11 Tiffany & Co. bắt tay với đại sứ thời trang thương hiệu ra mắt vòng cổ kim cương dòng ElsaPeretti.

Năm 2020
- 1/1 Vào lúc 0h, Su:m37 cho ra mắt sản phẩm phiên bản giới hạn - Hoàng Giả Vinh Diệu được hợp tác thiết kế cùng người phát ngôn thương hiệu.
- 14/1 Ra mắt giày Puma DEVA.
- 7/2 Quảng bá chuỗi chương trình đồng thương hiệu Mr.DOODLE×PUMA cùng Lý Hiện.
- 20/3 Quảng bá Puma dòng FUTURE RIDER ROYALE.
- 30/3 Tham dự sự kiện trực tuyến của Make Up For Ever.
- 24/4 Quảng bá BST Hè Puma dòng platform DEVA cùng Dương Dương, Lưu Hạo Nhiên.
- 16/5 Livestream ra mắt máy massage cổ của thương hiệu SKG - dòng SKG NaXGu.
- 9/6 Tham dự hội nghị trực tuyến ra mắt sản phẩm mới cho Philips.
- 16/6 NaNa×BOBOSNAP cho ra loạt phim Xuân/Hè 2020 mang tên McQueen ss2020.
- 1/8 Lần đầu tiên trong chiến  dịch quảng cáo của Puma, 5 phát ngôn viên được tập hợp gồm Lý Hiện, Lưu Hạo Nhiên, Cổ Lực Na Trát, Dương Dương và Lưu Văn đại diện cho 5 màu lam, vàng, đen, lục và đỏ - quảng bá cho series PUMA Thế Giới Cộng Hưởng.
- 26/8 Quảng bá Puma dòng Cali Sport.
- 12/10 Dự sự kiện Bvlgari Barocko 2020 và đeo quảng bá dòng trang sức BAROCKO WINGS OF ROME, ARABESQUE, SERPENTI SPELL tại Bắc Kinh cùng chủ tịch Bvlgari Trung Quốc Kolia Neveux, diễn viên Đặng Luân, Đường Nghệ Hân,...
- 23/10 Tham gia khai trương cửa hàng thời trang nam của thương hiệu Loro Piana cùng Lại Quán Lâm,Trương Vũ - Tổng biên tập tạp chí Vogue Trung Quốc...tại Bắc Kinh.
- 25/10 Dự sự kiện Elle Style Awards 2020 do tạp chí thời trang danh giá nhất thế giới tổ chức tại Thành Đô, tham dự buổi lễ còn có Dương Mịch, Đường Yên, Thích Vi...
- 9/11 Dự hội nghị ra mắt sản phẩm mới của Glenfiddich's 22 Years Resplendent Collection Single Malt Whisky.

2021
- 24/7 Tham gia sự kiện Tmall Livestream cho thương hiệu CHANDO.
- 17/8 Tham gia đêm hội Tiktok Tân Triều Hảo Vật 817 của đài Hồ Nam với vai trò MC, người giới thiệu sản phẩm cùng Hà Cảnh, Đỗ Hải Đào,...
- 1/11 Tham gia Tmall Livestream cho thương hiệu Massage SKG.
- 2/11 Tham gia hoạt động sự kiện thương hiệu Valentino cùng Quan Hiểu Đồng, Into1 - Cao Khanh Trần.
- 3/11 Tham gia sự kiện Tmall Livestream cho thương hiệu nội y Triumph.
- 18/11 Dự sự kiện Elle Style Awards 2021 do tạp chí thời trang danh giá nhất thế giới tổ chức tại Thượng Hải, tham dự buổi lễ còn có Dương Mịch, Đường Yên, Địch Lệ Nhiệt Ba...

### Chứng thực
Năm 2018, thương hiệu trang sức Qeelin đã chọn Trát làm đại sứ của mình.
Năm 2019, Sergio Rossi tuyên bố bổ nhiệm Trát làm Đại sứ Thương hiệu đầu tiên cho khu vực Trung Quốc Đại lục.
Năm 2019, Trát được chọn làm người phát ngôn thương hiệu cho thương hiệu kính mắt PRSR.
Năm 2020, Chando công bố Trát là người phát ngôn toàn cầu của họ về các sản phẩm chăm sóc da.
Năm 2020, Silk'n công bố Trát là người phát ngôn toàn cầu cho thương hiệu của họ.
Năm 2021, Triumph công bố Trát là người phát ngôn đầu tiên của thương hiệu họ tại khu vực Châu Á-Thái Bình Dương.

## Hoạt động từ thiện
- Tại Trung Quốc cô cũng được biết đến là một thần tượng ấm áp, giàu lòng nhân ái khi tham gia nhiều phúc lợi công cộng của xã hội.
- Tại đêm từ thiện Bazaar 2017, vì lý do lịch trình không đến dự được nhưng cô đã quyên góp 10 xe cứu hộ tổng cộng 700.000 NDT(tương đương 2,2 tỷ đồng). Năm 2018, cũng tại đêm hội này vì bận tham gia hôn lễ nên cô chỉ quyên góp 6 trường tiểu học hi vọng tổng cộng 600.000 NDT(tương đương 1,9 tỷ đồng).
- Ngày 26/3/2018, Tạp chí từ thiện Trung Quốc công bố Danh sách nghệ sĩ từ thiện Trung Quốc TOP40, cô xếp thứ 20 trong danh sách - là nữ diễn viên duy nhất sau năm 90 góp mặt trong danh sách từ thiện nổi tiếng này.
- Tháng 3/2020, cô nhập số lượng lớn thiết bị và dụng cụ y tế  đến từ Đức để hỗ trợ cho lực lượng phòng chống Covid-19 tại Trung Quốc.
- Tháng 7/2021, cô ủng hộ 500.000 NDT cho tỉnh Hà Nam (Trung Quốc) do ảnh hưởng của mưa lụt.

## Show / Chương trình truyền hình thực tế
| Năm                                         | Tên show | Vai trò                                      | Các khách mời ghi hình                                                               | Ghi chú                                                                 |
| 2010                                        | Điểm danh buối tối hạnh phúc 幸福晚点名 | Khách mời                                    |                                                                                      | Công chúa Bạch Tuyết giả là ai                                          |
| 2012                                        | Happy camp 快乐大本营 |                                              | Hồ Ca, Lâm Canh Tân, Tưởng Kình Phu, Đường Yên, Lưu Thi Thi                          | Tuyên truyền "Hiên viên kiếm"                                           |
| 2012                                        | Ngày ngày tiến lên 天天向上 | Khách mời                                    | Âu Đệ                                                                                | Tuyên truyền "Hiên viên kiếm"                                           |
| 2014                                        | Running man phiên bản Trung Quốc mùa 1 奔跑吧兄弟                                                                                           | Khách mời 1 tập                              | Đường Nghệ Hân, Trương Lam Tâm, Tạ Y Lâm                                             |                                                                         |
| 2014                                        | X-space 星星的密室 | Khách mời 1 tập                              | Song Seung-heon, Trì Trường Canh, Aventurina King, Trương Nghệ Hưng, Quách Hiểu Đông | Người chơi                                                              |
| 2015                                        | Thần tượng đến rồi 偶像来了 | Khách mời cố định (12 tập)                   | Tạ Na, Ninh Tịnh, Triệu Lệ Dĩnh,...                                                  |                                                                         |
| 2016                                        | Ngày ngày tiến lên 天天向上 | Khách mời                                    | Tiết Chi Khiêm, Đại Trương Vỹ,...                                                    | Tuyên truyền "Truyền thuyết Hồ Ly"                                      |
| 2016                                        | Happy camp 快乐大本营 | Khách mời 1 tập                              | Giả Linh, Hàn Đông Quân                                                              | Tuyên truyền "Tiên Kiếm Vân Chi Phàm"                                   |
| 2017                                        | Happy camp 快乐大本营 | Khách mời 1 tập                              | Giang Sơ Ảnh, Tỉnh Bách Nhiên,...                                                    |                                                                         |
| 2017                                        | Happy camp 快乐大本营 |                                              | Lộc Hàm, Tăng Thuấn Hy,...                                                           | Tuyên truyền "Trạch thiên ký"                                           |
| 2017                                        | Hoa tỷ đệ mùa 3 花儿与少年 | Khách mời cố định (12 tập)                   | Giang Sơ Ảnh, Tỉnh Bách Nhiên, Tống Tổ Nhi,...                                       |                                                                         |
| 2019                                        | Chị Ba thách thức bạn 芭姐挑战你 | Khách mời                                    |                                                                                      | Chương trình phỏng vấn nghệ sĩ do Harper's Bazaar phát động             |
| 2019                                        | Thích anh, em cũng vậy 喜欢你我也是 | Khách mời cố định (12 tập và 1 tập đặc biệt) | Vu Mông Lung, Sa Dật, Vương Tử Dị,...                                                |                                                                         |
| 2019                                        | Happy camp 快乐大本营 | Khách mời 1 tập                              | Lưu Vũ Ninh, Trương Thiệu Cương, Chu Tinh Kiệt,...                                   | Ngày đặc biệt dành cho trẻ em                                           |
| 2019                                        | Đêm hội Nguyên tiêu 2019 / Tiệc lễ hội đèn lồng của đài phát thanh và truyền hình trung ương Trung Quốc 2019 2019年中央广播电视总台元宵晚会 | Khách mời                                    |                                                                                      | Hát Truyền nhân cùng Tần Lam, Cảnh Điềm                                 |
| 2019                                        | Xin chào cuộc sống 你好生活 | Khách mời 2 tập                              | Đổng Lực, Tôn Nghệ Châu,...                                                          |                                                                         |
| 2020                                        | Xin chào cuộc sống 你好生活 | Khách mời 2 tập                              | Đổng Lực, Tôn Nghệ Châu,...                                                          |                                                                         |
| Thích anh, em cũng vậy mùa 2 喜欢你我也是   | Khách mời cố định (12 tập) | Lý Vấn Hàn, Tôn Nghệ Châu,...                |                                                                                      |                                                                         |
| Hi! Relax 亲爱的，请放松                    | Khách mời 1 tập | Thẩm Nam                                     |                                                                                      |                                                                         |
| Tôi và bạn cùng thích ăn đường 喜欢你嗑糖中 | Khách mời | Sa Dật, Tôn Nghệ Châu, Lý Vấn Hàn, Vương Cúc | Ngoại truyện "Thích anh, em cũng vậy mùa 2"                                          |                                                                         |
| 2021                                        | Happy camp 《快乐大本营》 | Khách mời 1 tập                              | Đổng Tư Thành, Thẩm Nguyệt, Trịnh Nguyên Sướng, Đinh Trình Hâm,...                   |                                                                         |
| 2021                                        | Happy camp 《快乐大本营》 | Khách mời thường trú Nhóm hạn định (8 kỳ)    | Lang Lãng, Báo Bối Nhĩ, Gina Alice Redlinger, Đinh Trình Hâm,...                     | Phát sóng 14/8/2021                                                     |
| 2021                                        | Happy camp 《快乐大本营》 | Khách mời thường trú Nhóm hạn định (8 kỳ)    | TF Gia tộc,Trương Kiệt, Đinh Trình Hâm,...                                           | Phát sóng 21/8/2021                                                     |
| 2021                                        | Happy camp 《快乐大本营》 | Khách mời thường trú Nhóm hạn định (8 kỳ)    | Thành Nghị, Trương Dư Hi, Châu Vũ Đồng, Đinh Trình Hâm,...                           | Phát sóng 28/8/2021, Tuyên truyền "Hiên Viên kiếm - Thiên chi ngân"     |
| 2021                                        | Happy camp 《快乐大本营》 | Khách mời thường trú Nhóm hạn định (8 kỳ)    | Hứa Ngụy Châu, Kiều Hân, Đinh Trình Hâm,...                                          | Phát sóng 4/9/2021                                                      |
| 2021                                        | Happy camp 《快乐大本营》 | Khách mời thường trú Nhóm hạn định (8 kỳ)    | Triệu Lệ Dĩnh, Dương Địch, Đinh Trình Hâm,,...                                       | Phát sóng 11/9/2021                                                     |
| 2021                                        | Happy camp 《快乐大本营》 | Khách mời thường trú Nhóm hạn định (8 kỳ)    | Đinh Trình Hâm, Vương Gia Nhĩ, Uông Tô Lang,...                                      | Phát sóng 18/9/2021                                                     |
| 2021                                        | Happy camp 《快乐大本营》 | Khách mời thường trú Nhóm hạn định (8 kỳ)    | Đinh Trình Hâm, A Vân Ca, Bành Dục Sướng, Ngụy Đại Huân, Lý Vân Địch,...             | Phát sóng 2/10/2021                                                     |
| 2021                                        | Happy camp 《快乐大本营》 | Khách mời thường trú Nhóm hạn định (8 kỳ)    | Triệu Lộ Tư, Trần Tinh Húc, Lâm Nhất, Đinh Trình Hâm,...                             | Chưa phát sóng                                                          |
| 2022                                        | Em có tồn tại trong tương lai của anh | Thành viên ban cố vấn (thành viên chính)     |                                                                                      |                                                                         |
| 2022                                        | Xin chào thứ 7 你好星期六 | Khách mời                                    | Thời Đại Thiếu Niên Đoàn                                                             | Phát sóng 13/8/2022                                                     |
| 2023                                        | Em có tồn tại trong tương lai của anh |                                              |                                                                                      |                                                                         |
| 2023                                        | Xin chào thứ 7 你好星期六 | Khách mời                                    | Giang Sơ Ảnh, Mạnh Giai, Bành Quán Anh, Vương Sở Nhiên, Mã Bá Khiên                  | Phát sóng 8/4/2023, Khách mờ đặc biệt "Hiên Viên kiếm - Thiên chi ngân" |
| 2023                                        | Xin chào thứ 7 你好星期六 | Khách mời                                    | Châu Kha Vũ, Trần Đô Linh, Cao Hãn Vũ, Tôn Trân Ny                                   | Phát sóng 29/4/2023                                                     |
| 2023                                        | Xin chào thứ 7 你好星期六 | Khách mời                                    | Triệu Hựu Đình, Mao Hiểu Đồng, Hứa Ngụy Châu, Thái Văn Tịnh, Hàn Đông Quân           | Phát sóng 23/9/2023                                                     |
| 2023                                        | Manh Thám Tra Án mùa 3 | Thành viên thường chú                        |                                                                                      |                                                                         |
| 2023                                        | Thanh Xuân Hoàn Du Ký | Khách mời                                    |                                                                                      |                                                                         |

## Giải thưởng và đề cử

### Giải Thưởng
| Năm  | Giải thưởng                                                     | Hạng mục                                   | Tác phẩm                                          | Kết quả   | Ghi chú                                                                 |
| 2015 | Lễ trao giải Kim Phượng lần thứ 15                              | Diễn viên mới của năm                      | Anh hùng du côn Bậc thầy chia tay                 | Đoạt giải |                                                                         |
| 2017 | Lễ trao giải Hoa Đỉnh lần thứ 22                                | Nữ diễn viên xuất sắc nhất (phim cổ trang) | Tiên kiếm kỳ hiệp 5                               | Đề cử     |                                                                         |
| 2017 | Lễ trao giải sức ảnh hưởng đêm thời trang L'Officiel            | Độc giả thời đại Hot nhất                  | —                                                 | Đoạt giải |                                                                         |
| 2017 | iQiyi Scream Night                                              | Nghệ sĩ phim truyền hình nổi tiếng của năm | Trạch thiên ký                                    | Đoạt giải | cùng Đặng Luân                                                          |
| 2017 | Đêm hội điện ảnh Weibo                                          | Nghệ sĩ nhân khí của năm                   | Trạch thiên ký Ban nhạc máy khâu                  | Đoạt giải | cùng Dương Tử, Trương Nhất Sơn, Quan Hiểu Đồng, Cảnh Điềm               |
| 2018 | Bảng xếp hạng màn ảnh Trung Quốc                                | Xu hướng của năm                           | —                                                 | Đoạt giải |                                                                         |
| 2018 | Lễ trao giải Hoa Đỉnh lần thứ 23                                | Diễn viên đột phá của năm                  | Quy tắc trò chơi Trạch thiên ký Ban nhạc máy khâu | Đoạt giải |                                                                         |
| 2018 | Lễ hội sắc đẹp thời trang Cosmo lần thứ 25                      | Thần tượng sắc đẹp thanh xuân              | —                                                 | Đoạt giải | cùng Thái Từ Khôn, Châu Đông Vũ, Lý Dịch Phong, Ngô Lỗi,...             |
| 2018 | Đêm hội điện ảnh Weibo                                          | Diễn viên đột phá của năm                  | Ban nhạc máy khâu                                 | Đoạt giải | cùng Lý Dịch Phong                                                      |
| 2018 | L'Officiel Night                                                | Chuyển đổi thế hệ                          | —                                                 | Đoạt giải | cùng Lý Dịch Phong, Giang Sơ Ảnh, Vương Tử Văn                          |
| 2019 | Đêm hội weibo                                                   | Nữ thần Weibo                              | —                                                 | Đoạt giải | cùng Đường Yên, Xa Thi Mạn, Tần Lam, Dương Tử                           |
| 2019 | Liên hoan phim truyền hình - Lễ trao giải kim cốt đóa lần thứ 4 | Diễn viên xuất sắc nhất                    | Trả lại thế giới cho em 10 năm 3 tháng 30 ngày    | Đề cử     |                                                                         |
| 2019 | Cosmo Glam Night                                                | Nhân vật kế thừa mộng tưởng                | —                                                 | Đoạt giải | cùng Tiêu Chiến, Nghê Ni, Châu Đông Vũ, Địch Lệ Nhiệt Ba , Hàn Canh,... |
| 2021 | Chinese American TV Festival Golden Angel Awards                | Nữ diễn viên trẻ xuất sắc nhất             | Phong khởi Nghê Thường                            | Đoạt giải | cùng Địch Lệ Nhiệt Ba                                                   |

### Một số thành tích khác
• Bảng xếp hạng quyền lực của nữ diễn viên điện ảnh Hoa Ngữ năm 2017: No37.
• Bảng xếp hạng người đại diện thương hiệu xa xỉ hiệu quả nhất nửa đầu năm 2019:
_Sergio Rossi No2.
_Alexander McQueen No9.
• Bảng xếp hạng người đại diện thương hiệu mỹ phẩm hiệu quả nhất nửa đầu năm 2019:
_Su:m37 No7.
Thống kê của CBN và Alibaba (tập đoàn) công bố
• Top 20 bộ phim có sức ảnh hưởng tiêu dùng nhất năm 2019:
_Trả lại thế giới cho em No13.
•Top 20 show truyền hình có sức ảnh hưởng tiêu dùng nhất năm 2019:
_Show Thích anh, em cũng vậy No7.
• Bảng xếp hạng nữ ngôi sao 9x có lượt đọc nhiều nhất 2 tuần đầu năm 2020:
_No4 (với 55.969.750 lượt đọc).
Bảng xếp hạng ngôi sao 9x có lượng sản phẩm tiêu thụ Hot nhất nửa đầu năm 2020 do CBNData công bố:
_TOP3 toàn bảng và là nữ nghệ sĩ 9x có chỉ số cao nhất.
Bảng xếp hạng ngôi sao 9x có lượng sản phẩm tiêu thụ Hot nhất năm 2020 do CBNData công bố:
_TOP1 sao nữ 9X và TOP3 toàn bảng.